# José Sanchís y Sivera
Josep Sanchis Sivera (Valencia, 5 de enero de 1867 — Valencia, 21 de mayo de 1937) fue un canónigo e historiador español. Fue director del Centro de Cultura Valenciana desde el año 1927 hasta su muerte. Fue uno de los signatarios de las Normas de Castellón de 1932.

## Biografía
Estudió en el Seminario Metropolitano de Valencia, ordenándose sacerdote en 1890. Pasó a ocupar servicios de redactor del Boletín Oficial Eclesiástico de la Diócesis Valentina, en la Secretaría de Palacio Arzobispal, mientras empezaba a hacer incursiones periodísticas en el semanario Semana Católica. Fue nombrado muy pronto canónigo de la catedral de Segorbe, e inmediatamente pasó con esta misma responsabilidad a la catedral de Valencia. Conoció al archivero y canónigo de la Sede e historiador Roque Chabás, que lo guio en su formación, mayoritariamente autodidacta, inculcándole el respeto por el método científico y en el llevar trabajo a los archivos. A pesar de haber dedicado ciertos esfuerzos a la redacción de obras teológicas, bajo la maestría del doctoral del cabildo Niceto Alonso, pronto se va a volcar exclusivamente en la historia, quizás alentado al encontrar un círculo de compañeros interesados en el estudio de la historia valenciana y a la vez discípulos de Chabàs: Josep Martínez Aloy, Josep Rodrigo Pertegàs, Luis Tramoyeres, Francesc Almarche y Vicent Vives i Liern.
Como historiador se declaraba discípulo del positivista Chabàs, interesándose sobre todo por el periodo medieval, a partir de los archivos religiosos y civiles de la ciudad de Valencia y otros visitados con ocasión de sus numerosos viajes por España y Europa, dejando una extensa obra. Su contacto con colegas catalanes, principalmente con Salvador Sanpere y Miquel, pero también con Jordi Rubió y Fernando Valls Taberner, así como su condición de miembro del Instituto de Estudios Catalanes y las afinidades con la línea historicista de Antonio Rubió y Lluch han hecho que se considere a Sanchis Sivera una figura afín al novecentismo historiográfico catalán. 
Fue catedrático de historia del arte de la Universidad Pontificia Valentina y dedicó una parte significativa de sus trabajos a esta disciplina, que cristalizaría en la que ha sido considerada su obra más importante: La Catedral de Valencia. Guía Histórica y Artística (1909). Esta obra, beneficiaria del previo inventario de bienes muebles de la Catedral hecho por Sanchis Sivera en 1907, partió de la documentación contenida a los Libros de obras de la Seu y contó con la colaboración de Josep Rodrigo Pertegàs. Esta obra fue premiada en los Juegos Florales de Lo Rat Penat en 1908.
Alentado por este éxito publicó numerosos trabajos sobre la catedral y otros templos valencianos, así como a estudios de la diócesis valentina, entre los que hay que destacar su Nomenclátor geográfico-eclesiástico de los pueblos de la Diócesis de Valencia (1922) que aún hoy es consultado en los estudios de toponimia.
También son destacables sus estudios sobre la familia Borja, sobre arte medieval valenciano y sobre historia de la vida cotidiana, de la cual puede ser considerado un pionero con su volumen dedicado a la Vida íntima de los valencianos durante la época foral (1932-35).
Su Bibliografía valenciana medieval fue galardonada por Lo Rat Penat en 1927. También publicó numerosos estudios sobre el santo valenciano Vicente Ferrer y varios libros de viajes y narrativa, tanto en castellano como en catalán. Los últimos años de su vida los dedicó a la transcripción de los sermonarios de san Vicente Ferrer.